# Chipset AGA
Chipset AGA és un acrònim de  Advanced Graphics Architecture , la tercera generació del chipset gràfic de l'ordinador Commodore Amiga. El chipset AGA, que va substituir el Enhanced Xip set (ECS), es va utilitzar per la primera vegada a l'Amiga 4000, a 1992, després, també es va utilitzar en l'Amiga 1200 i l'Amiga CD 32.